# ユーフォリア/EUPHORIA
『ユーフォリア/EUPHORIA』（原題: Euphoria）は、2019年から放送しているアメリカ合衆国のテレビドラマシリーズ。ソーシャルメディア時代を生きるティーンエイジャーを描く。制作はサム・レヴィンソン、出演はゼンデイヤなど。製作会社にA24、製作総指揮にドレイクらが参加している。アメリカでは2019年6月からHBOで放送された。日本では2019年10月からスターチャンネルで日本語字幕・吹き替え版が放送された。

## あらすじ
リハビリ施設から戻ったティーンエイジャーのルー・ベネット（ゼンデイヤ）は、すぐに友人からドラッグを買ってしまう。周りの若者たちもドラッグ、セックス、バイオレンスに溺れてしまっている。ソーシャルメディア時代の生きづらさの中で、皆が葛藤しながら幸せを掴もうとする。

## キャスト
※括弧内は日本語吹替声優（U-NEXT配信版）。

### メイン
- ゼンデイヤ - ルー・ベネット役（高垣彩陽）
- モード・アパトー - レクシー・ハワード役
- アンガス・クラウド - フェズコ役（小西克幸）
- エリック・デイン - カル・ジェイコブス役（前田一世）
- アレクサ・デミー - マディ・ペレス役（たかはし智秋）
- ジェイコブ・エローディ - ネイト・ジェイコブス役（浅沼晋太郎）
- バービー・フェレイラ - キャット・ヘルナンデス役（廣田悠美）※S2で降板。
- ニカ・キング（英語版） - レズリー・ベネット役（那村有香）
- ストーム・リード - Gia Bennett役
- ハンター・シェイファー - ジュールズ・ヴォーン役（森なな子）
- アルジー・スミス（英語版） - クリス・マッケイ役（阿部敦）
- シドニー・スウィーニー - キャシー・ハワード役（松井暁波）

### リカーリング
- オースティン・エイブラムス - Ethan Lewis役
- コールマン・ドミンゴ- Ali役
- キーアン・ジョンソン（英語版） - Daniel役
- ルーカス・ゲイジ（英語版） - Tyler Clarkson役（平川大輔）
- アラナ・ユーバック（英語版） - Suze Howard役
- Sophia Rose Wilson - BB役
- Bruce Wexler - Robert Bennett役
- Elpidia Carillo - Sonia Perez役
- Ruben Dario - Ted Perez役
- Nolan Bateman - Wes役
- Tyler Timmons and Tristian Timmons - Troy McKay and Roy McKay役（野上翔）
- Javon Walton - Ashtray役（村瀬歩）
- シャイロ・フェルナンデス - Trevor役
- ウィル・ペルツ（英語版） - Luke Kasten役
- ニック・ブラッド - Gus Howard役
- Paula Marshal - Marsha Jacobs役
- Zak Steiner - Aaron Jacobs役
- Allie Marie Evans - Natalie役
- ジョン・アレス（英語版） - David Vaughn役
- ペル・ジェームズ（英語版） - Amy Vaughn役

## エピソード

### シーズン1
| 通算 話数 | タイトル                                                                    | 監督                   | 脚本         | 放送日        | U.S.視聴者数 (百万人) |
| --------- | --------------------------------------------------------------------------- | ---------------------- | ------------ | ------------- | --------------------- |
| 1         | "幸せの２秒間" "Pilot"                                                      | Augustine Frizzell     | Sam Levinson | 2019年6月16日 | 0.577                 |
| 2         | "親父みたいに" "Stuntin' Like My Daddy"                                     | Sam Levinson           | Sam Levinson | 2019年6月23日 | 0.574                 |
| 3         | "バカが見る！" "Made You Look"                                              | Sam Levinson           | Sam Levinson | 2019年6月30日 | 0.493                 |
| 4         | "怯えたヤツら" "Shook Ones, Pt. II"                                         | Sam Levinson           | Sam Levinson | 2019年7月7日  | 0.609                 |
| 5         | "俺たちに明日はない" "'03 Bonnie and Clyde"                                 | ジェニファー・モリソン | Sam Levinson | 2019年7月14日 | 0.579                 |
| 6         | "ネクスト・エピソード" "The Next Episode"                                   | Pippa Bianco           | Sam Levinson | 2019年7月21日 | 0.569                 |
| 7         | "膨らむ苦痛" "The Trials and Tribulations of Trying to Pee While Depressed" | Sam Levinson           | Sam Levinson | 2019年7月28日 | 0.549                 |
| 8         | "すべては愛のため" "And Salt the Earth Behind You"                          | Sam Levinson           | Sam Levinson | 2019年8月4日  | 0.530                 |

### スペシャルエピソード
| 通算 話数 | タイトル                                                                  | 監督         | 脚本                                | 放送日        | U.S.視聴者数 (百万人) |
| --------- | ------------------------------------------------------------------------- | ------------ | ----------------------------------- | ------------- | --------------------- |
| 9         | "トラブルはずっと続かない" "Trouble Don't Last Always"                    | Sam Levinson | Sam Levinson                        | 2020年12月6日 | 0.236                 |
| 10        | "シーブロブじゃない人なんて＊＊くらえ" "Fuck Anyone Who's Not a Sea Blob" | Sam Levinson | Sam Levinson ハンター・シェイファー | 2021年1月24日 | 0.109                 |

### シーズン2
| 通算 話数 | タイトル                                                                     | 監督         | 脚本         | 放送日        | U.S.視聴者数 (百万人) |
| --------- | ---------------------------------------------------------------------------- | ------------ | ------------ | ------------- | --------------------- |
| 1         | "年越しパーティーの夜" "Trying to Get to Heaven Before They Close the Door"  | Sam Levinson | Sam Levinson | 2022年1月9日  | 0.254                 |
| 2         | "新たな恋心" "Out of Touch"                                                  | Sam Levinson | Sam Levinson | 2022年1月16日 | 0.279                 |
| 3         | "ウソのはじまり" "Ruminations: Big and Little Bullys"                        | Sam Levinson | Sam Levinson | 2022年1月23日 | 0.264                 |
| 4         | "親父の反乱" "You Who Cannot See, Think of Those Who Can"                    | Sam Levinson | Sam Levinson | 2022年1月30日 | 0.318                 |
| 5         | "闇への逃走" "Stand Still Like the Hummingbird"                              | Sam Levinson | Sam Levinson | 2022年2月6日  | 0.353                 |
| 6         | "懺悔" "A Thousand Little Trees of Blood"                                    | Sam Levinson | Sam Levinson | 2022年2月13日 | 0.283                 |
| 7         | "大騒動の幕が上がる時" "The Theater and Its Double"                          | Sam Levinson | Sam Levinson | 2022年2月20日 | 0.350                 |
| 8         | "救いを求めて" "All My Life, My Heart Has Yearned for a Thing I Cannot Name" | Sam Levinson | Sam Levinson | 2022年2月27日 | 0.625                 |

## 製作
2017年6月1日、HBOはロン・レシェム、ダフナ・レビン、トミーラ・ヤルデニが制作した2012年のイスラエルのテレビシリーズ『Euphoria』の再映像化を企画していることを発表した。
2018年3月13日、HBOプログラミングのケイシー・ブロイス社長はエルサレムで開催されたINTVカンファレンスで、パイロット版を発注したことを発表した。さらにA24がパイロットの制作会社を務めることが発表された。
2018年7月30日には、HBOがテレビシリーズとして製作することを発表した。引き続きA24が制作に参加し、ラッパーのドレイクが製作総指揮に加わった。
2019年7月11日、第2シーズンの製作が発表された。
2022年9月11日、シーズン1よりキャサリン・ヘルナンデス役でレギュラー出演していたバービー・フェレイラの降板が決まり、彼女は自身のInstagramのストーリーを更新し、ファンに向けて次のようなメッセージを発信した。
「最高に特別で謎めいたキャラクター、キャットを体現することになった4年間を経て、涙ぐみながらお別れしなくちゃならなくなったの。多くの人たちが、私のように彼女の中に自分自身を目にして、彼女の旅を観ることに喜びを感じてくれていたら嬉しいな。私は彼女にすべての気持ちと愛情を注いだし、みんなにそれを感じてもらえたと願っています。キャサリン・ヘルナンデスが大好きです」
バービーの降板理由は明かされていないが、シーズン2でキャットは全8話に登場したものの、シーズン1よりも明らかに出番が減り、バービーとクリエイターのサム・レヴィンソンが緊張関係にあるとも報じられていた。同年2月には、労働環境が劣悪だと製作スタッフから告発の声が挙がりニュースとなっていたが、一連の事情がバービーの降板に繋がったのかは不明。

## 評価

### 批評
本作は批評家から肯定的な評価を受けている。映画批評集積サイトのRotten Tomatoesには86件のレビューがあり、批評家支持率は83%、平均点は10点満点で7.34点となっている。また、Metacriticには25件のレビューがあり、加重平均値は67/100となっている。